# Moldavien i olympiska vinterspelen 2018
Moldavien deltog i de olympiska vinterspelen 2018 i Pyeongchang, Sydkorea, med en trupp på två atleter (två män) fördelat på två sporter.
Vid invigningsceremonin bars Moldaviens flagga av längdskidåkaren Nicolae Gaiduc.